# Монтекопиоло
Монтекопио̀ло (на италиански: Montecopiolo, на местен диалект Mont Cupiòl, Монт Купиол) е община в Централна Италия, провинция Пезаро и Урбино, регион Марке. Разположена е на 915 m надморска височина. Населението на общината е 1214 души (към 2010 г.).
Адиминистативен център на общината е село Вилагранде (Villagrande)